# Сіака Стівенс
Сіака Пробін Стівенс  (англ. Siaka Stevens; 24 серпня 1905, Моямба — 29 травня 1988, Фрітаун) — політичний і державний діяч держави Сьєрра-Леоне, її керівник з 1968 по 1985 роки на посаді прем'єр-міністра (1968—1971) і президента (1971—1985).

## Життєпис
Народився 24 серпня 1905 року в м.Моямба. За етнічною приналежністю — лімба. В 1943 році організував профспілку гірничих робітників, з 1944 року — її генеральний секретар. Середню освіту отримав у Фрітауні. В 1947—1948 роках у коледжі при Оксфордському університеті вивчав питання організації профспілкового руху. З 1951 року — член Народної партії С'єрра-Леоне і член Законодавчої ради. В 1959 році — заступник генерального секретаря Народної національної партії. 
У 1960 році через розбіжності з керівниками Об'єднаного фронту (куди ввійшла і ННП) з приводу проголошення незалежності створив партію Всенародний конгрес. В 1962—1967 роках — лідер опозиції у парламенті. В 1964—1965 роках — мер м.Фрітаун. В 1967—1968 роках перебував у еміграції. У квітні 1968 року молодші офіцери армії С'єрра-Леоне передали владу Стівенсу, який став прем'єр-міністром і сформував уряд. З 1971 року — президент С'єрра-Леоне. Проводив політику африканізації економіки, обмеження панування іноземних компаній, розвитку державного сектору і кооперативного руху. Але в цілому за його правління економічне становище С'єрра-Леоне погіршилось.
В 1985 році передав владу своєму наступнику Момо. Помер 29 травня 1988 року в Фрітауні.